# افتادگی پلک
به افتادگی پلک فوقانی پتوز (به انگلیسی: ptosis، به فرانسوی: ptose) گفته می‌شود. این افتادگی ممکن است خفیف باشد یا تمامی مردمک را بپوشاند. در برخی موارد، پتوز می‌تواند دید طبیعی را محدود کند یا حتی به‌طور کامل مسدود نماید. پتوز می‌تواند یک یا هر دو چشم را درگیر کند، وراثتی باشد، در بدو تولد بروز کند یا در سنین بالاتر اتفاق بیفتد.

## پتوز در کودکان
پتوز مادرزادی به معنای وجود پتوز در بدو تولد می‌باشد. کودکی با پتوز متوسط تا شدید گاه برای تکامل بینایی نیازمند درمان فوری می‌باشد.
پتوز مادرزادی اغلب در اثر نقص در تکامل عضله بالابرنده پلک فوقانی که عضله لواتور نام دارد، اتفاق می‌افتد. اگرچه معمولاً یک اختلال مجزا می‌باشد، ولی ممکن است همراه با اختلالات زیر باشد:
اختلال حرکات چشمی، بیماری‌های عضلانی، تومورهای پلک یا سایر تومورها، اختلالات عصبی، عیوب انکساری
پتوز مادرزادی معمولاً با گذشت زمان بهبود نمی‌یابد.

## علائم و نشانه‌های پتوز
شایعترین علامت آشکار پتوز در کودکان، افتادگی پلک می‌باشد. در پتوز مادرزادی، اغلب عدم تقارن چین پلک فوقانی وجود دارد. کودکان مبتلا به پتوز ممکن است برای دیدن مجبور شوند گردن خود را به عقب خم کنند یا ابروها را به سمت بالا بکشند تا از هر دوچشم استفاده نمایند.

## مشکلات ناشی از پتوز در کودکان
شایع‌ترین اختلال ناشی از پتوز دوران کودکی، آمبلیوپی (تنبلی چشم) می‌باشد. به دو علت پتوز می‌تواند ایجاد تنبلی چشم کند:
1. انسداد مسیر بینایی در موارد پتوز شدید
2. ایجاد آستیگماتیسم و تاری دید ناشی از آن

بعلاوه پتوز ممکن است در صورت وجود انحراف چشم آن را مخفی نماید و این مورد نیز می‌تواند منجر به تنبلی چشم شود.

## درمان پتوز مادرزادی
در اغلب موارد، پتوز کودکان با جراحی درمان می‌شود. اگر تنبلی چشم هم وجود داشته باشد، ممکن است درمان آن ضروری باشد. انتخاب روش درمان مناسب، بر اساس عوامل زیر صورت می‌گیرد:
سن کودک، درگیری یک یا هر دو پلک، شدت پتوز، قدرت عضلات بالا برنده و پایین آورنده پلک، وضعیت حرکات چشمی
در اوایل دوران زندگی معمولاً ضرورتی به انجام جراحی برای موارد خفیف تا متوسط پتوز وجود ندارد. همه کودکان دارای پتوز باید از نظر تنبلی چشم، عیوب انکساری و سایر بیماری‌های چشم بررسی شوند.

## انواع پتوز
1. پتوز نوروژنیک: به حالتی گفته می‌شود که اعصاب متصل به عضلات تحت تأثیر قرار بگیرند.
2. پتوز میوژنیک (بخصوص در اطفال)
3. پتوز آپونوروتیک (بخصوص در افراد مسن)
4. پتوز مکانیکال
5. پتوز نوروتوکسیک

## علل پتوز بالغین
شایع‌ترین علت پتوز در بالغین، کشیدگی یا جداشدگی تاندون عضله لواتور از روی پلک می‌باشد. وقوع این فرایند ممکن است ناشی از علل زیر باشد:
افزایش سن، به دنبال جراحی کاتاراکت (آب مروارید) یا سایر جراحی‌های چشمی، ضربه به چشم، سندرم هورنر
پتوز بالغین همچنین ممکن است عارضه‌ای از سایر بیماری‌ها مانند بیماری‌های عصبی یا عضلانی و در موارد نادر تومورهای حدقه چشم باشد که عضله بالابرنده پلک یا عصب آن را درگیر می‌کنند. گاه پتوز با خستگی عضلات چشم ناشی از بیدار ماندن تشدید می‌شود.

## درمان پتوز بالغین
چشم پزشک باید ابتدا بررسی جامعی از مشکل به عمل آورد. در صورت یافتن علت زمینه‌ای باید ابتدا این مورد اصلاح گردد، اما در اغلب موارد، درمان نهایی جراحی است که نوع جراحی نیز بر اساس شدت پتوز و سایر یافته‌های بالینی تعیین می‌گردد. سه نوع روش کلی جراحی برای پتوز وجود دارد: ۱. برش عضله لواتور Levator resection
۲. برش عضله مولر (Müller muscle resection)
Frontalis sling operation.۳
به جز جراحی گاه انواع خاصی از لنزهای تماسی قرنیه نیز مفیدند.

## خطرات جراحی پتوز
خطرات جراحی پتوز شامل عفونت، خونریزی و کاهش بینایی می‌باشد، ولی وقوع این عوارض بسیار نادر است. بلافاصله بعد از عمل، ممکن است چشم به‌طور کامل بسته نشود، ولی این عارضه معمولاً مقطعی است. در طی این مدت می‌توان از قطره و پماد برای محافظت چشم استفاده نمود. ممکن است پلک‌ها کاملاً قرینه به نظر نرسند. در اغلب موارد بعد از جراحی در نگاه به پایین پلک عمل شده نسبت به طرف مقابل مختصری بالاتر قرار می‌گیرد و شب‌ها مختصری بازمی‌ماند که این دو عارضه مشکل آفرین نیستند. گاه ممکن است بیش از یک بار عمل جراحی لازم باشد.

## خلاصه
پتوز در بالغین و کودکان با انجام جراحی قابل درمان است و این درمان علاوه بر اصلاح وضعیت ظاهری می‌تواند باعث بهبود بینایی نیز شود.